# Wim Volkers
Wim Volkers (* 3. Oktober 1899 in Amsterdam; † 4. Januar 1990 ebenda) war ein niederländischer Fußballspieler und Trainer von Ajax Amsterdam. 

## Karriere
Volkers startete seine Karriere als Stürmer beim Ajax Amsterdam, wo er in 13 Saisons insgesamt 129 Tore in 265 Spielen schoss und damit Platz 6 er in der ewigen Torschützenliste des Vereins belegt. 
In den Jahren 1924 bis 1936 spielte Volkers 7-mal für die Niederländische Fußballnationalmannschaft und erzielte dabei 2 Tore.
Nach seiner Profi-Karriere war Volkers in der Saison 1941–42 als Trainer von Ajax Amsterdam tätig.

## Erfolge
Niederländischer Fußballmeister (3): 1931, 1932, 1934